# Schweiker von Gemmingen, genannt Velscher
Schweiker von Gemmingen, genannt Velscher († 1297), auch Swicker von Gemmingen, war Landvogt in Wimpfen und begründete die Familienlinie der Velscher, eine Seitenlinie der Freiherren von Gemmingen.

## Leben
Er war 1284 Landvogt in Wimpfen, gilt als der Erbauer des Unterschlosses in Gemmingen und besaß ein Sechstel an Michelfeld sowie die Hälfte von Stebbach. Seine Güter hatte er wie seine Vorgänger von Landgraf Ludwig von Öttingen zu Lehen erhalten. Er kommt auch als möglicher Erbauer der Burg Streichenberg in Frage.
In seiner Tätigkeit als Landrichter urteilte er am 23. Juli 1285 in einer Streitsache zwischen den Herren von Enzberg und dem Kloster Maulbronn zugunsten des Klosters. 1286 empfahl er Erzbischof Heinrich von Mainz den Sohn des Wimpfener Schultheißen für die erste frei werdende Präbendenstelle im Stift Wimpfen. 1287 übereignete er den Frohnhof in Richen dem Kloster Maulbronn. Im selben Jahr schenkte er dem Kloster Rechentshofen seinen Hof in Zimmern bei Stebbach unter der Bedingung, dass aus den Einkünften des Hofes ein Messpriester zu besolden sei.
Als Wohltäter des Klosters in Maulbronn ist sein Wappen im Kloster angebracht. Es zeigt im Schild die gemmingenschen zwei goldenen Balken auf blauem Feld, als Helmzier zeigt es jedoch im Gegensatz zum Rest der Familie keine Büffelhörner, sondern sieben Federn.

## Familie
Er war verheiratet mit einer Frau namens Engeltraut. Fünf direkte Nachkommen sind belegt. Sein Sohn Wolf gründete die Familienlinie der Kriegen von Stebbach, die jedoch wohl schon nach zwei Generationen ausstarben. Schweikers Sohn Pleikard führte die von Schweiker begründete Familienlinie der Velscher fort, die bis in die Mitte des 16. Jahrhunderts bestand.
Nachkommen:
- Wolf ⚭ n. n., Linie der Kriegen von Stebbach
- Elisabeth ⚭ Raban Göler von Ravensburg
- Gertrud ⚭ Albert von Enzberg
- Anna ⚭ Eberhard von Heusenstamm
- Pleikard (Blicker)